# Отрадинское
Отра́динское — село в Мценском районе Орловской области. Административный центр Отрадинского сельского поселения.

## История
В 1977—1998 годах Отрадинское имело статус посёлка городского типа и носило наименование Отрадинский.

## Население
| 1979 | 1989  | 2002  | 2010  |
| ---- | ----- | ----- | ----- |
| 3207 | ↘3132 | ↘3063 | ↘2799 |

## Улицы
| - ул. 8 Марта, - ул. Автомобильная, - пер. Гаражный, - ул. Дачная, - пер. Дорожный, - ул. Молодёжная, | - ул. Набережная, - ул. Полевая, - пер. Почтовый, - ул. Привокзальная, - ул. Призаводская, - ул. Рабочая, | - ул. Раздольная, - ул. Садовая, - ул. Свеклобазовская, - ул. Семиохина, - ул. Совхозная, - ул. Школьная. |

## Инфраструктура
В селе расположена железнодорожная станция Отрада и сахарный завод.